# Calliphora augur
Calliphora augur là một loài ruồi xanh trong họ Calliphoridae bản địa của Úc. Nó tương tự như common brown blowfly như hơi nhỏ hơn và bụng của nó có một đốm màu xanh đen ở giữa.

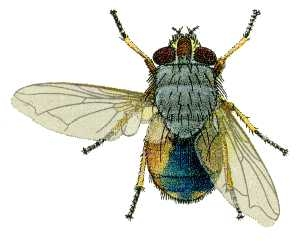
Illustrative view from above showing the blue patch on the abdomen

## Hình ảnh

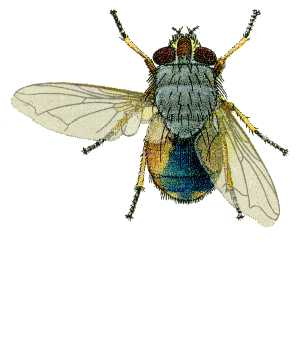
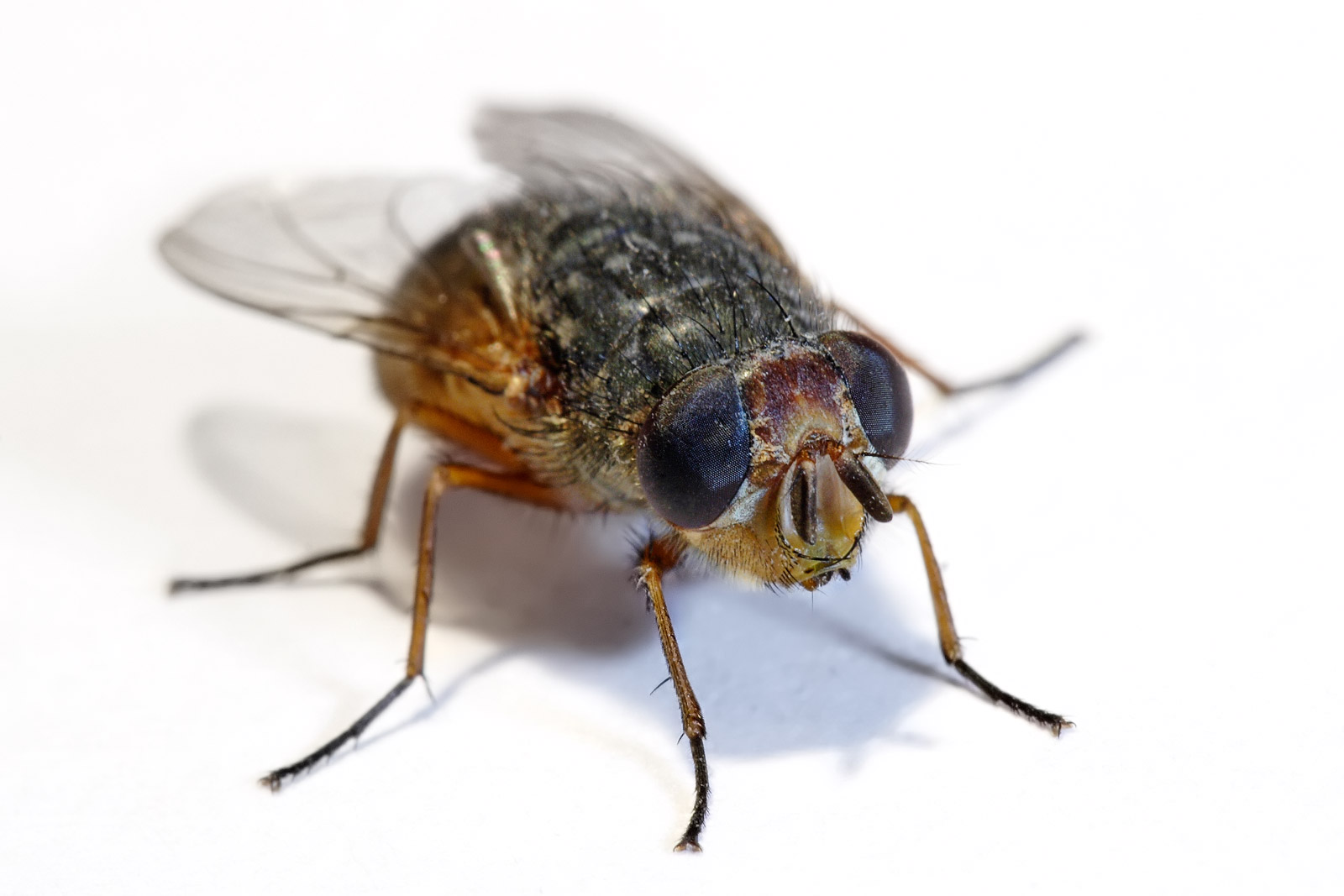